# Kubaneh
El kubaneh (en hebreu: כֻּבַּאנֶה) és un pa jueu iemenita que es cou durant tota la nit i es menja per esmorzar el sàbat. Es cou a baixa temperatura en un recipient ben tapat. Els ingredients inclouen farina, sucre, sal i mantega (o margarina). A vegades s’hi afegeixen ous amb closca dins el recipient, que se serveixen com a acompanyament. El kubaneh se sol servir amb tomàquet ratllat, o bé amb zhug (una salsa picant), mantega clarificada i chutney picant de pebrot i all.

## Història
Tot i que va existir una comunitat jueva al Iemen durant milers d’anys, actualment només hi roman una comunitat molt petita. Els jueus iemenites tradicionalment feien el seu kubaneh amb farina de sorgo o farina de blat de moro durant els dies feiners, però utilitzaven farina de blat durant el sàbat i les festivitats.
Alguns hi afegien sucre, mel o comí negre. El pa es deixava coure tota la nit dins d’una olla engreixada i ben tapada. El kubaneh es menjava l’endemà mentre encara era calent. Durant els mesos d’hivern, alguns hi afegien la cua greixosa d’una ovella o algun altre tros de carn. Es considerava una delicadesa i se servia a les dones després del part.